# ジェド・ホロウェイ
ジェド・ホロウェイ（Jed Holloway、1992年11月2日 - ）は、スーパーラグビーワラターズに所属するラグビー選手。

## プロフィール
- オーストラリア・ウロンゴン出身[1]。
- ポジションはロック(LO)、フランカー(FL)、ナンバーエイト(No.8)。
- 身長 195cm、体重 118kg
- U20オーストラリア代表に選ばれたことがある[2]。

## 略歴
サウストン・ディストリクツ、ワラターズ、シドニー・ラムズ、NSWカントリーイーグルス、マンスターを経て、2020年、トヨタ自動車ヴェルブリッツ(現・トヨタヴェルブリッツ)に加入。
2021年4月3日にジャパンラグビートップリーグ第6節三菱重工相模原ダイナボアーズ戦に途中出場で日本での公式戦初出場を果たす。同年7月、ワラターズに復帰。